# Angel Durango
Pas d'image ? Cliquez ici

a Compétitions nationales et continentales officielles uniquement.

b Matchs officiels uniquement.
Dernière mise à jour le 26 avril 2025.
Angel Durango Herrera, né le 15 janvier 1995, est un joueur espagnol de rugby à XV évoluant au poste de pilier avec l'US Cognac.

## Carrière

### En club
Angel Durango est issu du centre de formation de l'Union Bordeaux Bègles avec qui il est champion de France espoir en 2016. Après une saison en Fédérale 1 avec Saint-Médard rugby club, il rejoint le RC Châteaurenard toujours en Fédérale 1 pour la saison 2019-2020. Avant de rejoindre l'équipe de Saint-Médard-en-Jalles, il a évolué avec le centre de formation de Provence rugby de 2016 à 2018,.
En juin 2020, après une saison, il rejoint le SA Trélissac pour la saison 2020-2021 de Fédérale 1.

### En équipe nationale
Angel Durango est international espagnol.
Il a disputé un match en 2015 lors du Championnat européen des nations.

## Palmarès
2016 : Champion de France espoir avec l'Union Bordeaux Bègles.